# Дом Белозерского

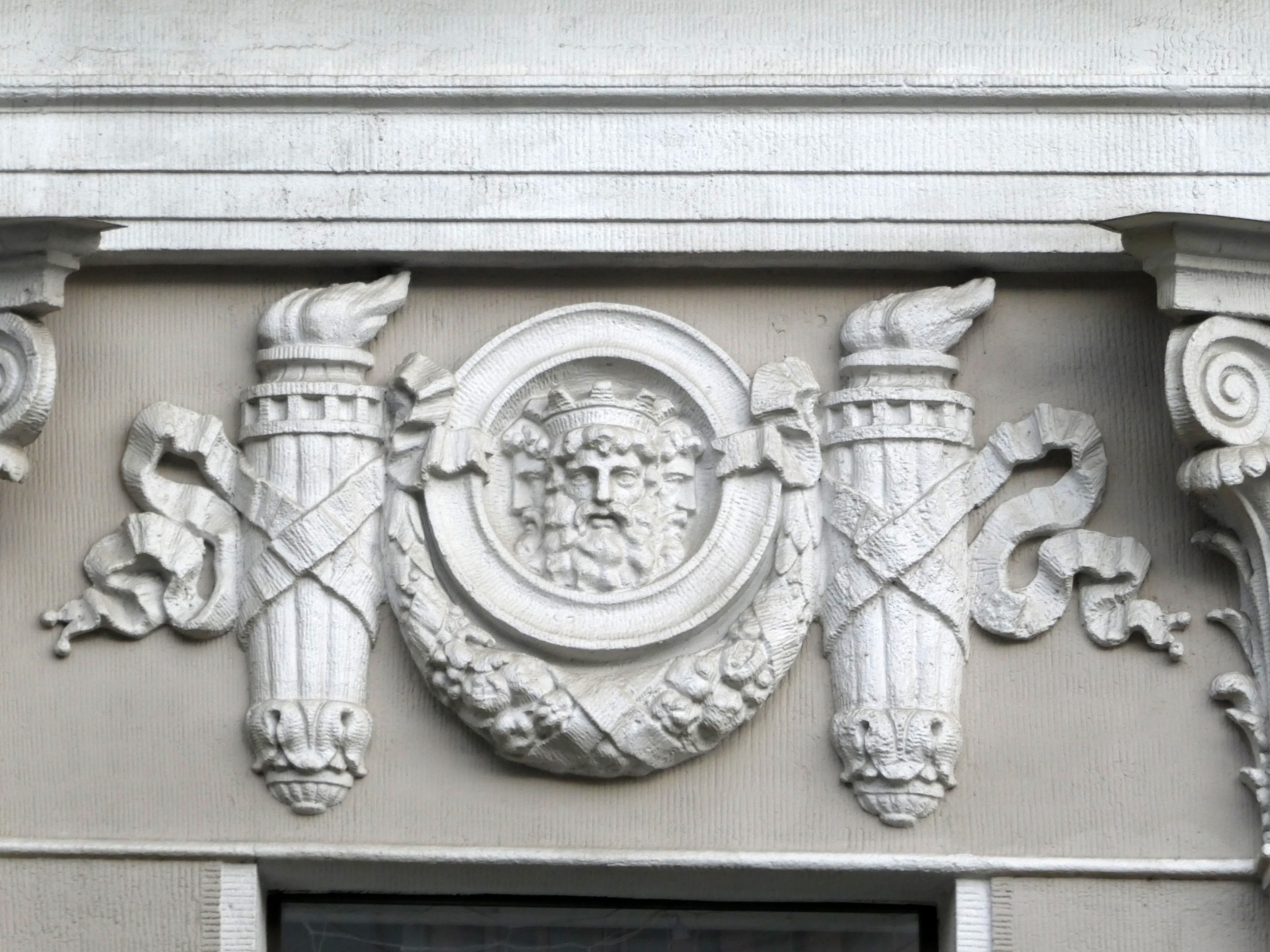
Лепнина над центральными окнами второго этажа

Дом Белозерского — памятник архитектуры. Расположен в Санкт-Петербурге, современный адрес дома — улица Куйбышева, 25.
Построен в 1874 году архитектором А. А. Парландом для Н. Г. Глушковой, оформлен как боярский терем XV—XVII годов. В здании был один этаж на высоком подвале. В оформлении были использованы напоминающие резьбу по дереву, но выполненные из кирпича ажурные карнизы над семью окнами в центре фасада и над двумя по бокам, узоры между ними, орнамент по стене, коньки, венчающие некоторые окна. Стены не были отштукатурены.
Дом в дальнейшем часто менял владельцев. В 1892 году Н. Самойловым были перестроены дворовые постройки, в 1904 году при ремонте изменили вид дома.
C 1884 года в доме размещались склад и контора книгоиздательства «Посредник».
В 1913—1914 годах полностью перестроен для Т. В. Белозерского А. А. Олем; была изменена планировка, стиль изменён на неоклассицизм. Для симметрии справа была сделана пристройка со входом и колонной лоджией на втором этаже. Центральную часть главного фасада выделяют коринфские пилястры, треугольный фронтон с полукруглым окном, низкий купол и балюстрада. Окна второго этажа украшены лепными гирляндами.
В одном из интерьеров сохранился каменный фонтан. Овальный вестибюль украшен белым мрамором, у него два яруса, у входа стояла статуя Деметры с кистью винограда (позднее была перенесена). Помещения шли анфиладой.
Здание было реконструировано в 1957 году.
В 1972 году дом был перестроен, перепрофилирован, в нём разместили детскую поликлинику, обустроили плавательный бассейн, добавили росписи в духе соцреализма, выполненные под руководством А. А. Мыльникова в 1960-е годы и впоследствии, при ремонте, утраченные.